# Hecuba
Hecuba (/ˈhɛkjʊbə/; còn gọi là Hecabe; tiếng Hy Lạp cổ: Ἑκάβη, đã Latinh hoá: Hekábē, phát âm [hekábɛ:]) là một hoàng hậu trong thần thoại Hy Lạp, vợ của vua Priam thành Troy trong chiến tranh thành Troy.

## Gia đình

### Cha mẹ
Các nguồn cổ đại đề cập về cha mẹ của Hecuba không giống nhau. Theo Homer, Hecuba là con gái của vua Dymas thành Phrygia, nhưng Euripides và Virgil thì viết rằng bà là con gái của vua Cisseus thành Thrace. Nhà viết thần thoại Pseudo-Apollodorus lại đưa ra thêm thông tin: Cha mẹ của Hecuba có thể là thần sông Sangarius và Metope.
Theo Suetonius, trong Tiểu sử 12 hoàng đế, hoàng đế Tiberius hay hỏi các nhà thông thái những câu hỏi khó về thần thoại cổ đại. Một trong những câu ông thích hỏi là: "Ai là mẹ của Hecuba?"

### Con cái
Hecuba có tất cả 19 người con. Một vài người trong số đó là các nhân vật chính trong Iliad của Homer, như chiến binh Hector, Paris, nữ tiên tri Cassandra. Hai người con Hector và Troilus được đề cập rằng họ sinh ra bởi mối quan hệ của Hecuba với thần Apollo, do vậy Apollo là cha ruột của họ. Những người con khác của Hecuba sinh ra với vua Priam là Helenus, Deiphobus, Laodice, Polyxena, Creusa, Polydorus, Polites, Antiphus, Pammon, Hipponous và Iliona.
| Mối quan hệ   | Tên                 | Nguồn | Nguồn     | Nguồn     | Nguồn | Nguồn  | Nguồn | Nguồn    | Nguồn    | Nguồn  |
| ------------- | ------------------- | ----- | --------- | --------- | ----- | ------ | ----- | -------- | -------- | ------ |
| Mối quan hệ   | Tên                 | Hom.  | Euripides | Euripides | Diod. | Virgil | Ovid  | Apollod. | Apollod. | Dictys |
| Mối quan hệ   | Tên                 | Iliad | TW        | Hec.      | Diod. | Aen.   | Met.  | Apollod. | Apollod. | Dictys |
| Cha mẹ        | Dymas               | ✓     |           |           |       |        | ✓     | ✓        |          | ✓      |
| Cha mẹ        | Cisseus             |       |           | ✓         |       | ✓      |       | ✓        |          |        |
| Cha mẹ        | Sangarius và Metope |       |           |           |       |        |       | ✓        |          |        |
| Phối ngẫu với | Priam               | ✓     | ✓         | ✓         | ✓     | ✓      | ✓     | ✓        |          | ✓      |
| Phối ngẫu với | Apollo              |       |           |           |       |        |       |          | ✓        |        |
| Anh chị em    | Asius               | ✓     |           |           |       |        |       |          |          | ✓      |
| Con cái       | Hector              | ✓     |           |           | ✓     |        | ✓     | ✓        |          |        |
| Con cái       | Deiphobus           | ✓     |           |           |       |        |       | ✓        |          |        |
| Con cái       | Polyxena            |       | ✓         | ✓         |       |        | ✓     | ✓        |          | ✓      |
| Con cái       | Cassandra           |       | ✓         |           |       |        |       | ✓        |          | ✓      |
| Con cái       | Polydorus           |       |           | ✓         |       |        | ✓     | ✓        |          | ✓      |
| Con cái       | Paris               |       |           |           |       | ✓      |       | ✓        |          | ✓      |
| Con cái       | Creusa              |       |           |           |       |        |       | ✓        |          |        |
| Con cái       | Laodice             |       |           |           |       |        |       | ✓        |          |        |
| Con cái       | Helenus             |       |           |           |       |        |       | ✓        |          |        |
| Con cái       | Pammon              |       |           |           |       |        |       | ✓        |          |        |
| Con cái       | Polites             |       |           |           |       |        |       | ✓        |          |        |
| Con cái       | Antiphus            |       |           |           |       |        |       | ✓        |          |        |
| Con cái       | Hipponous           |       |           |           |       |        |       | ✓        |          |        |
| Con cái       | Troilus             |       |           |           |       |        |       | ✓        | ✓        |        |

## Thần thoại

### Hecuba trongIliad

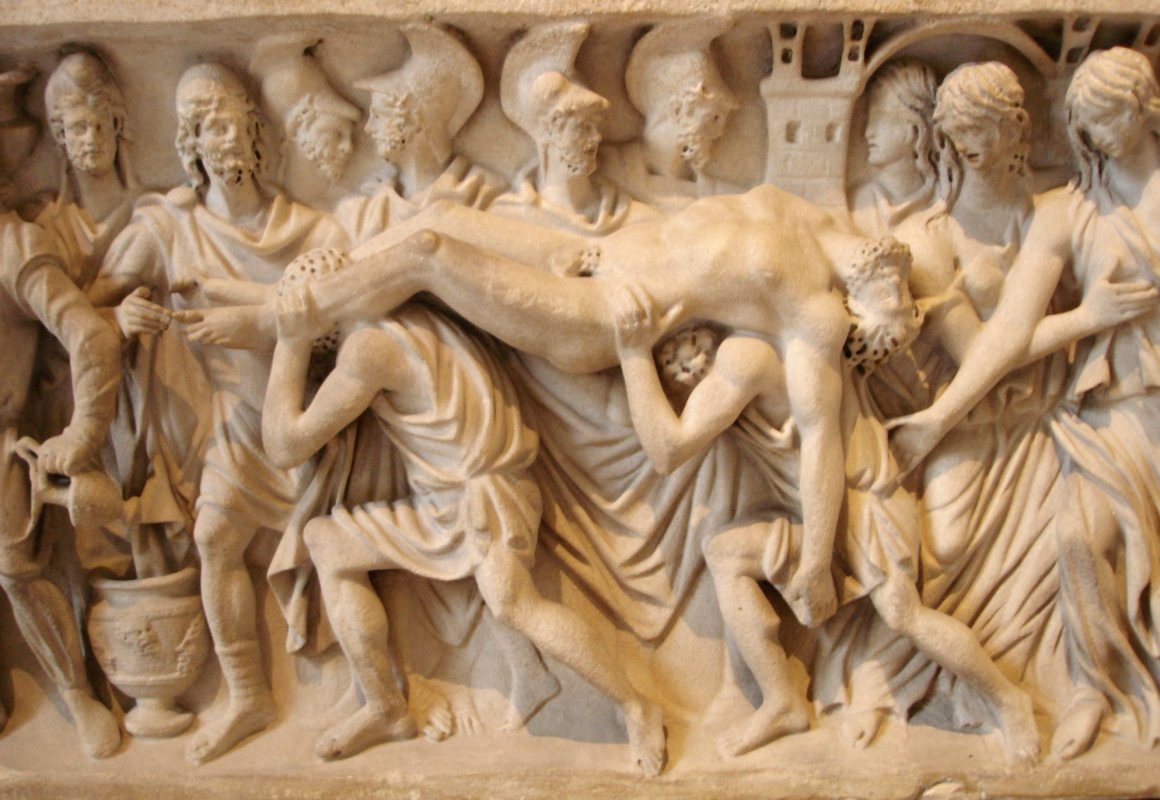
Thi hài của Hector được đưa về thành Troy từ quân đội Hy Lạp, 180–200 SCN

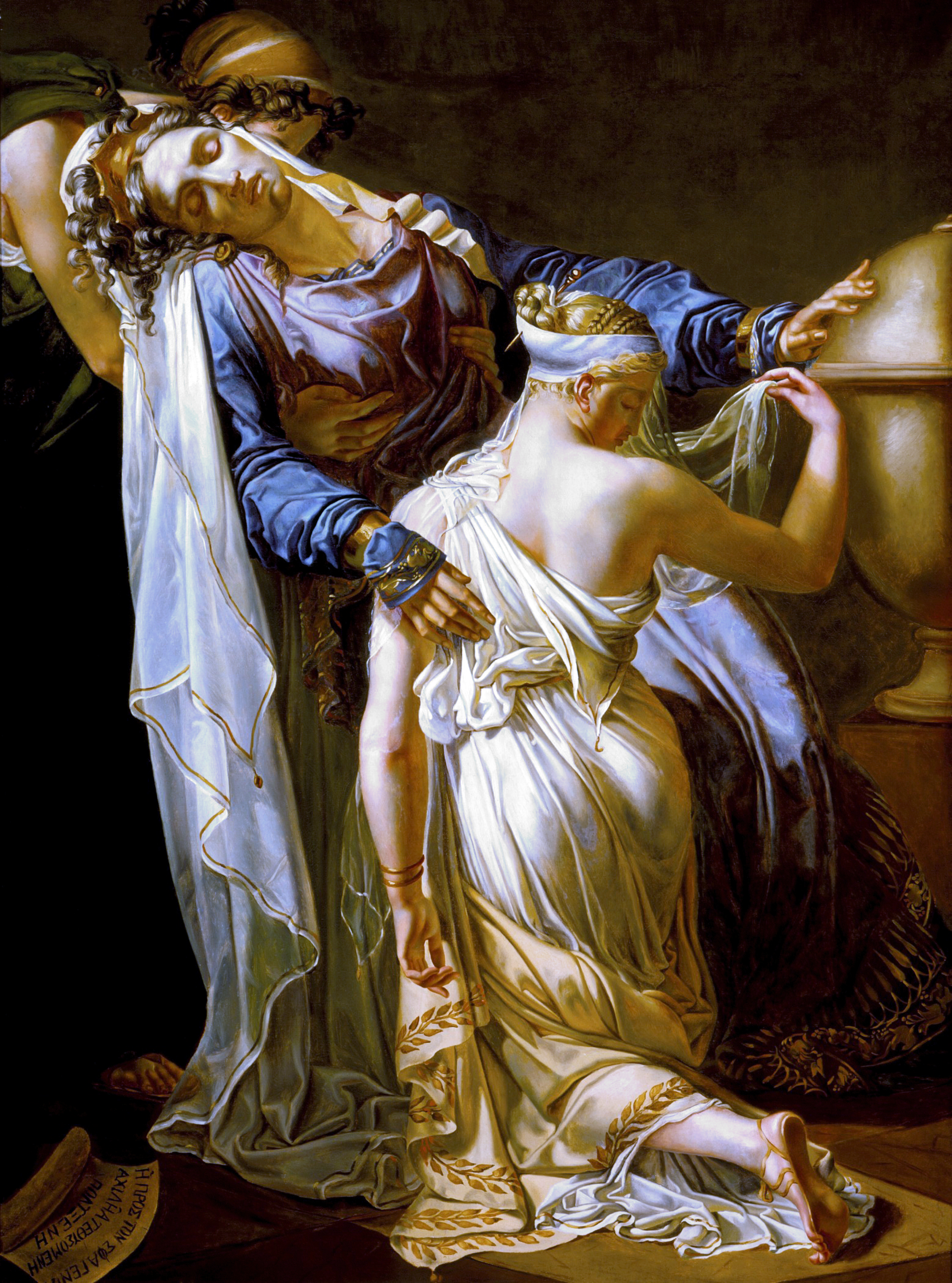
Hecuba và Polyxena, tranh vẽ bởi Merry-Joseph Blondel

Hecuba xuất hiện tổng cộng sáu lần trong Iliad.

### Hecuba trong các tác phẩm cổ đại khác
Pseudo-Apollodorus đề cập trong Bibliotheca rằng  Hecuba có một người con trai tên là Troilus với vị thần Apollo. Một nhà tiên tri đã dự báo thành Troy sẽ không bị thất thủ nếu Troilus còn sống đến 20 tuổi. Troilus bị Achilles giết.
Hecuba còn là nhân vật chính trong hai vở kịch của Euripides: Những người phụ nữ thành Troy và Hecuba. Những người phụ nữ thành Troy nói về hậu quả sau việc thành Troy bị thất thủ, bao gồm cả việc Hecuba bị Odysseus bắt làm nô lệ. Nội dung trong vở kịch Hecuba cũng diễn ra ngay sau sự kiện đó. Polydorus, con trai út của Priam và Hecuba được gửi đến cho vua Polymestor để được bảo vệ an toàn khỏi cuộc chiến tranh. Nhưng khi thành Troy bị thất thủ, Polymestor đã giết Polydorus. Hecuba biết được điều này, và khi Polymestor đến thành Troy, Hecuba đã dùng thủ đoạn để làm mù mắt ông và giết chết hai người con trai của ông.
Một câu chuyện khác kể rằng khi bà bị Odysseus bắt đi làm nô lệ, bà đã gầm gừ và nguyền rủa ông. Vì thế, các vị thần đã biến  bà thành một con chó, cho phép bà được chạy trốn.

## Hình ảnh

‎Hecuba dâng lên chiếc áo choàng cho Pallas bởi Antonio Canova
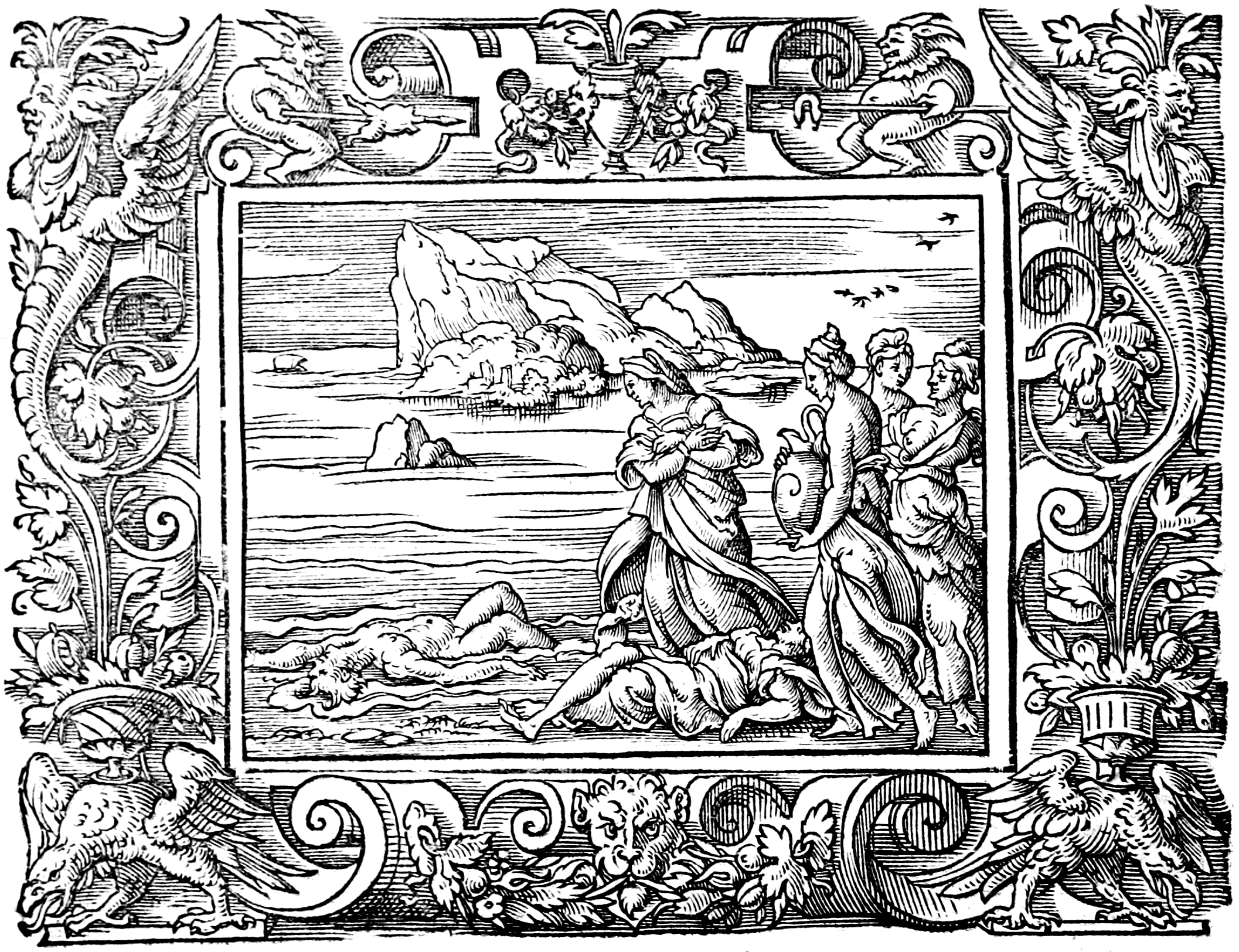
Hecuba đi tìm người con trai Polydorus bởi Virgil Solis
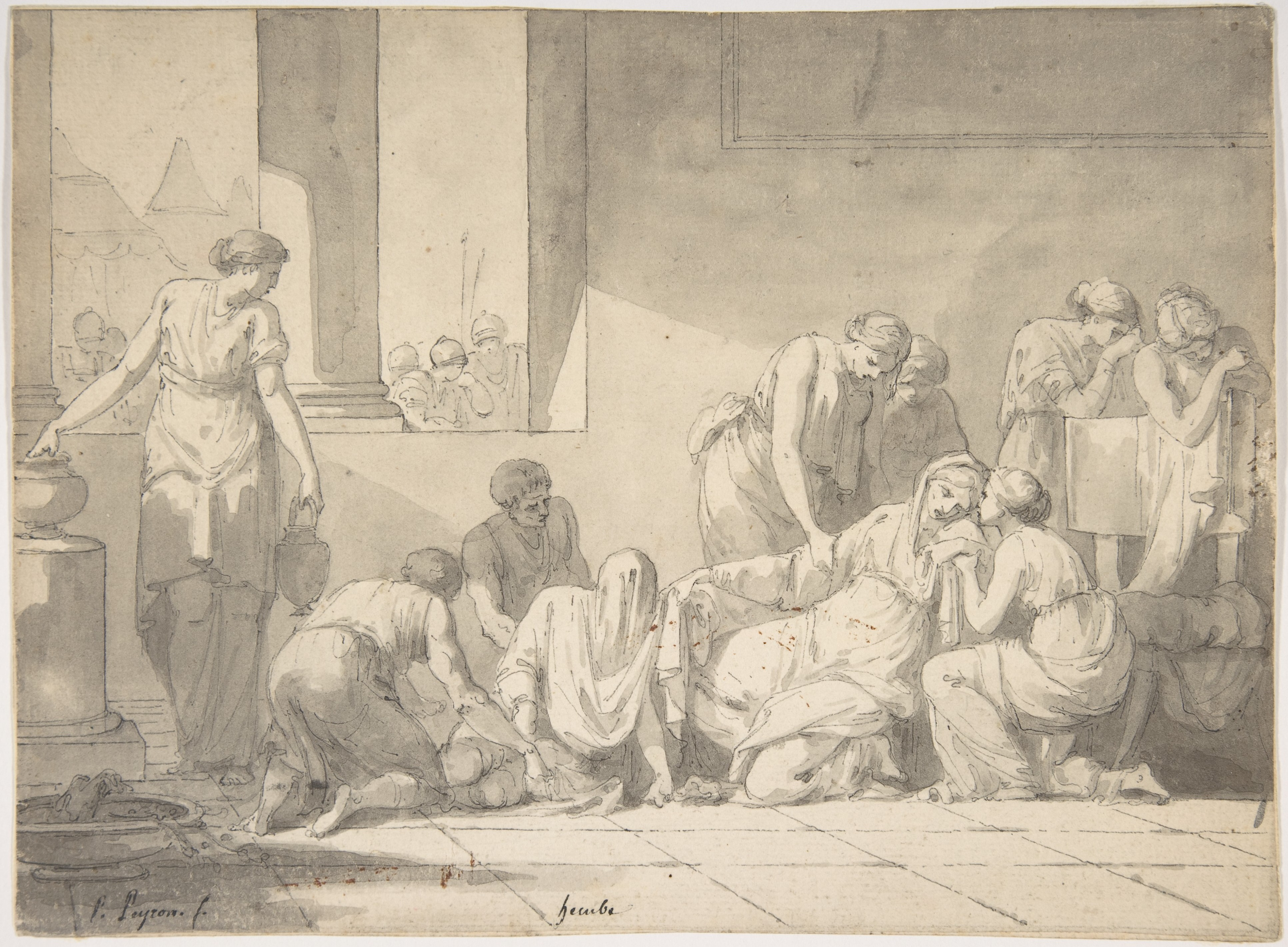
Sự tuyệt vọng Hecuba bởi Pierre Peyron
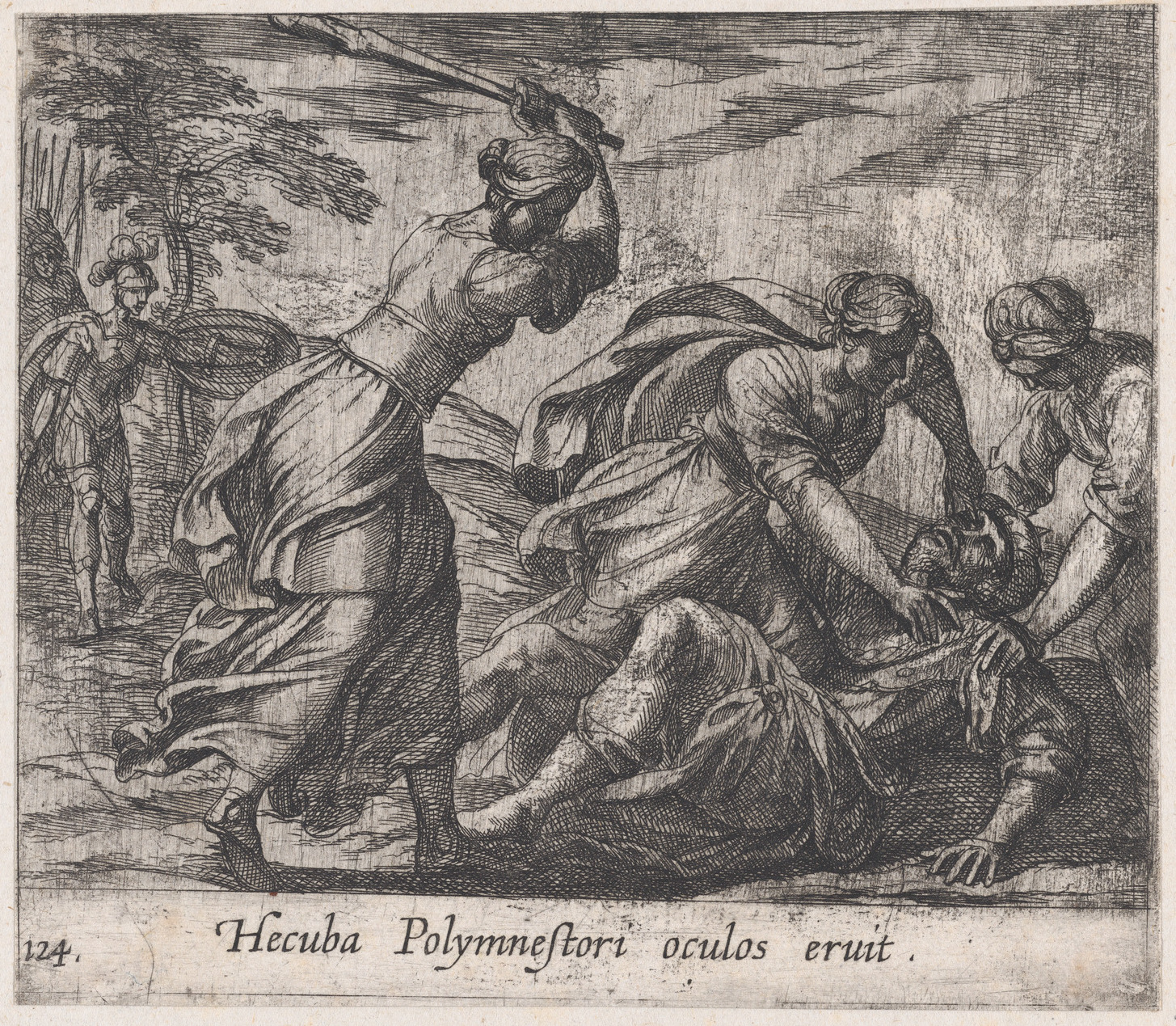
Hecuba và những người phụ nữ thành Troy giết chết Polymestor bởi Antonio Tempesta
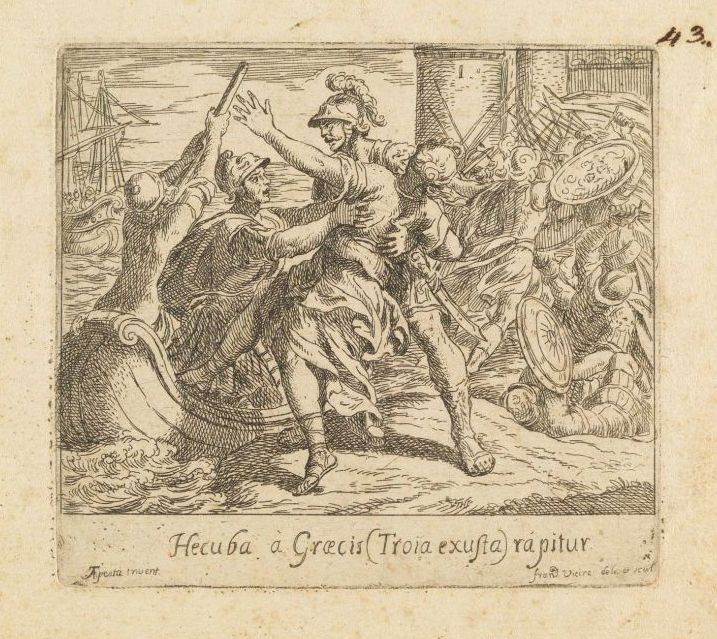
Hecuba a Graecis bởi Vieira Lusitano
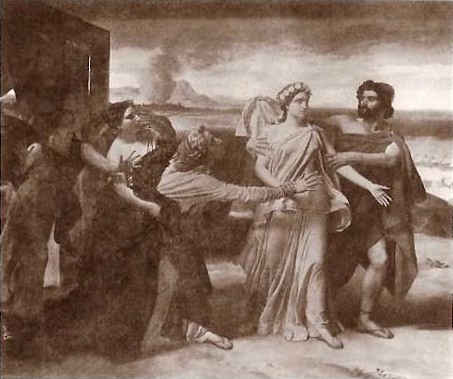
Cuộc chia tay của Hecuba và Polyxena, tranh vẽ bởi Michel Martin Drolling năm 1824
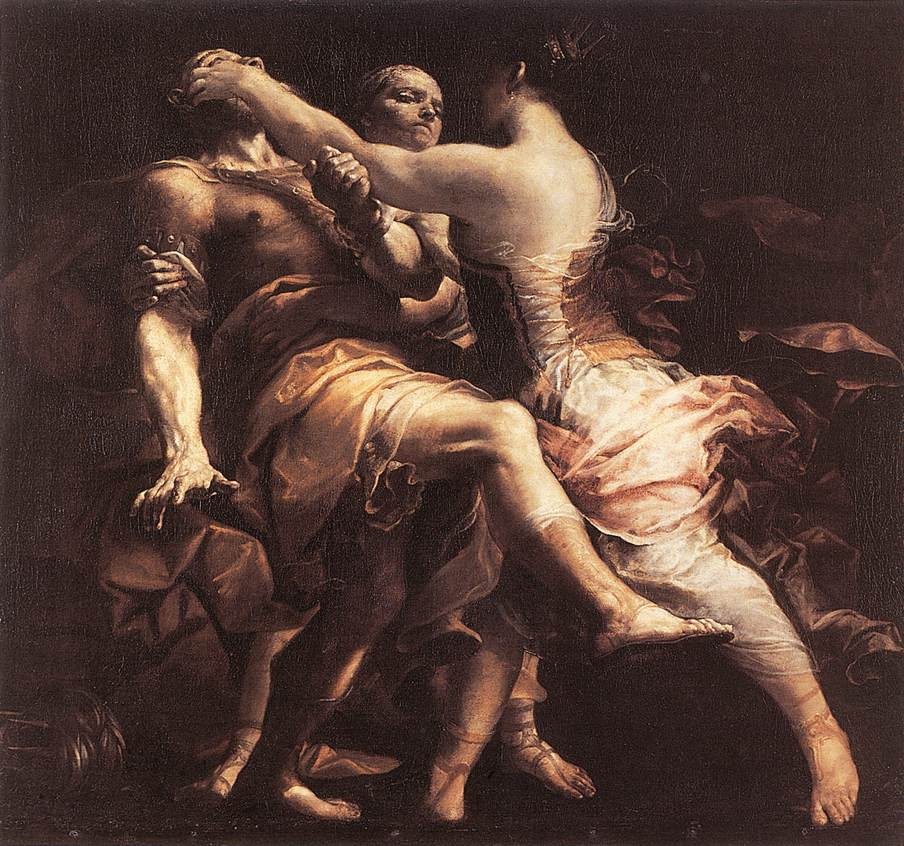
Hecuba làm mù mắt Polymnestor bởi Giuseppe Maria Crespi
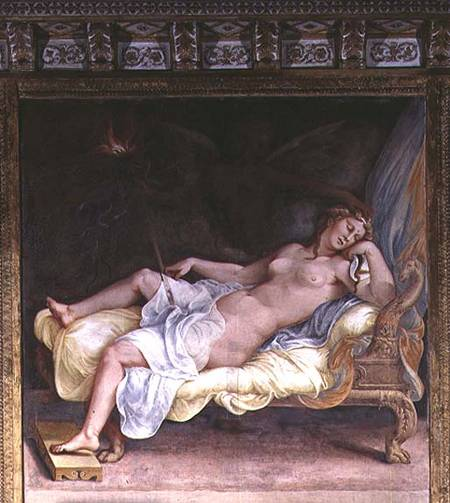
Giấc mơ của Hecuba bởi Giulio Romano